# Hästvagn

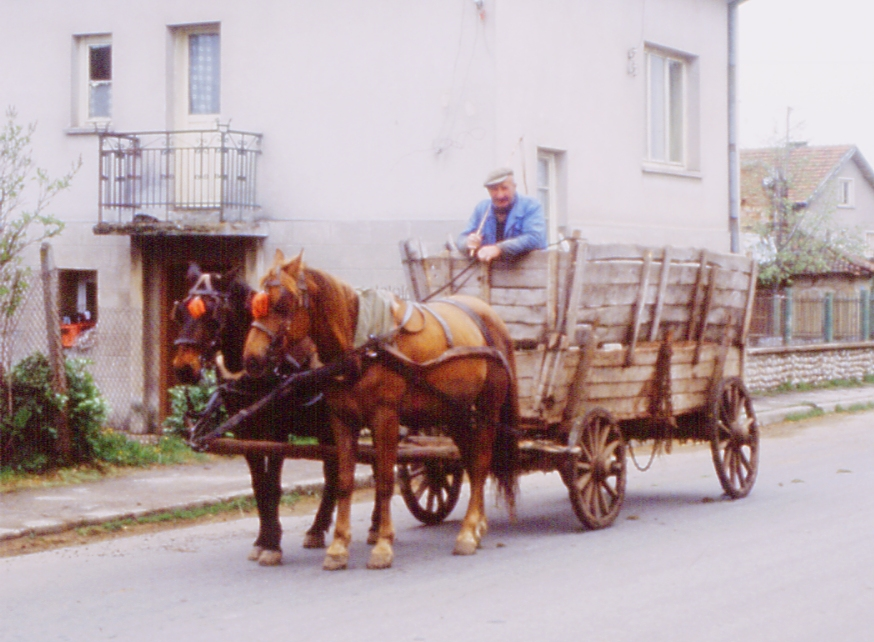
Hästvagn i Bulgarien 1988.

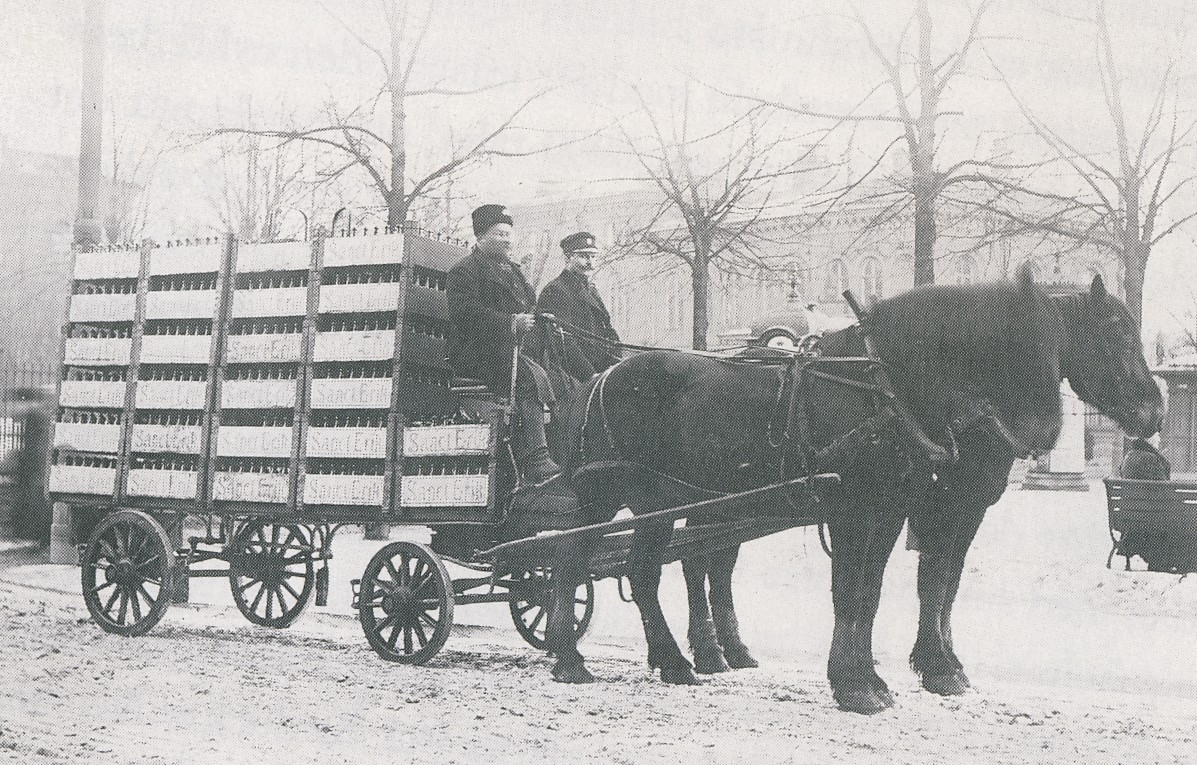
Öltransport med hästvagn från S:t Eriks Bryggeri på Kungsholmen i Stockholm cirka 1915.

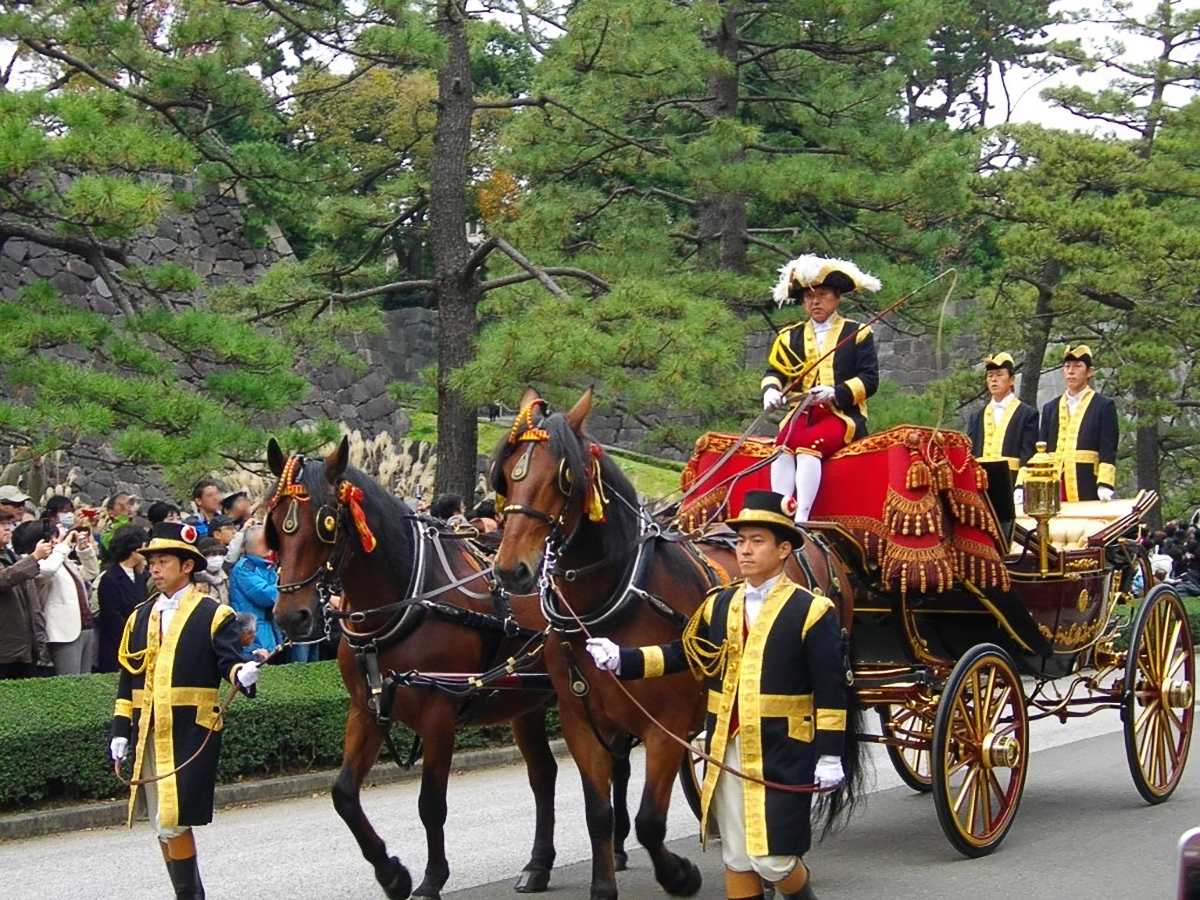
Ceremoniell hästdragen vagn tillhörig Japans kejsare.

Hästvagn är en vagn som dras av en eller flera hästar. Att köra en vagn med hästar spända framför de egentliga draghästarna kallas för spannkörning. Man kan ha olika antal hästar förspända i ett spann, men vanligast är fyr- eller sexspann. En variant av spann är så kallad "tandem" då hästarna går på rad istället för sida vid sida. Den som kör en hästvagn kallas kusk. 
Hästvagnar var förr det vanligaste transportmedlet på land för människor och materiel innan motoriseringen av transporter kom till. I hästvagnens begynnelse var det oftast bara fint folk som hade tillgång till vagn för persontransport, men i slutet av "hästvagnseran" hade nästan varje medelklassfamilj en hästvagn. Numera används hästvagnar vid körtävlingar, och det har också blivit vanligt att åka hästvagn vid större tillställningar som till exempel bröllop. 

## Styrning och bromsning
På fyrhjuliga vagnar brukar det främre hjulparet vara vridbart. Hästens seldon fästs direkt eller indirekt mot den främre hjulaxeln, inte mot själva vagnskorgen, vilket gör att framhjulen svänger dit hästen går. Kusken (föraren) styr hästen med hjälp av tömmarna (remmarna som går mellan kusken och hästen) och hästen i sin tur styr vagnen.
Vagnen bromsas genom att hästen bromsar. Vid backig terräng kan det vara svårt för hästen att hålla emot en tung vagn, därför har en del vagnar också en handbroms. Ofta är det bara en enkel hävstång som trycker direkt mot ett av framhjulen när man drar i spaken/stången. På större vagnar som bar tungt gods hade man ibland även en sådan broms på bakhjulen, då behövdes en person längst bak i vagnen för att sköta den bromsen.

## Vagnshjulen

"Berlinare", en sorts bekväm droska. Hela vagnskorgen är upphängd i elastiska remmar. Senare versioner hade istället stora bladfjädrar av stål.

Ett traditionellt vagnshjul från 1800-talet var gjort mest i trä med bara lite järn (eller stål) eftersom järn var dyrt och gummidäck ännu inte var tillgängliga. Ett sådant hjul består främst av följande komponenter: bössa, nav, eker, löt och hjulring. Eftersom gammaldags hjul har glidlager istället för rullningslager, är det viktigt att smörja lagret ofta, annars slits det ut väldigt fort.
"Moderna" hästvagnar har ofta hjul av liknande typ som på bilar: Med både kullager och gummidäck.
Många vagnar (speciellt för persontransport) hade stora påkostade fjädringssystem. Det var en nödvändighet för att uppnå någorlunda komfort när man körde på dåliga vägar med hårda vagnshjul. Tyvärr leder mjuk fjädring till gungningar av den typ som gör vissa människor åksjuka, ett fenomen som var välkänt redan på den tiden. Fjädringen ökar också livslängden på hjulen, eftersom det jämnar ut krafterna som hjulen utsätts för.

## Typer av hästvagnar (och -kärror)
- Arabavagn
- Arbetsvagnsunderrede
- Bandyvagn
- Barouche
- Basterna
- Berlinvagn
- Bohuslänskärra
- Break
- Britzka
- Broughamvagn
- Bryggarvagn
- Carriole
- Caroccio
- Carryall
- Chaise, schäs
- Char
- Charabang
- Dogcart
- Dragkärra
- Droska
- Gigg
- Guvernantgigg även kallad Governess cart
- Hansom cab
- Hökärra
- Husk
- Jaktvagn
- Jigg
- Kalesch
- Kappsläde
- Karriol
- Katafalkvagn
- Kupé
- Kärra
- Landå
- Landålett
- Likvagn
- Mail coach
- Maratonvagn
- Mjölkvagn
- Phaetonvagn även Park- och Damphaeton
- Park drag
- Promenadvagn
- Quadriga (fyrspann)
- Ralli Car
- Rockard
- Rustvagn
- Schäs
- Sjuglasvagn
- Skrinda
- Sommarvagn vis á vis
- Spyder
- Tippkärra även kallas stjälpkärra
- Sulky
- Tatjanka
- Tarantass
- Tilburyvagn
- Tangavagn även kallad Tonga
- Trilla (vagntyp)
- Trossvagn
- Utflyktskärra
- Vagonett
- Verkvagn
- Viktoria
- Vinkelaxelkärra
- Vurst
- Åkarevagn
- Ölänning